# Gaylussacia ursina
Gaylussacia ursina är en ljungväxtart som först beskrevs av Moses Ashley Curtis, och fick sitt nu gällande namn av John Torrey, Amp; Gray och Samuel Frederick Gray. Gaylussacia ursina ingår i släktet Gaylussacia och familjen ljungväxter. Inga underarter finns listade i Catalogue of Life.